# Curry amarillo

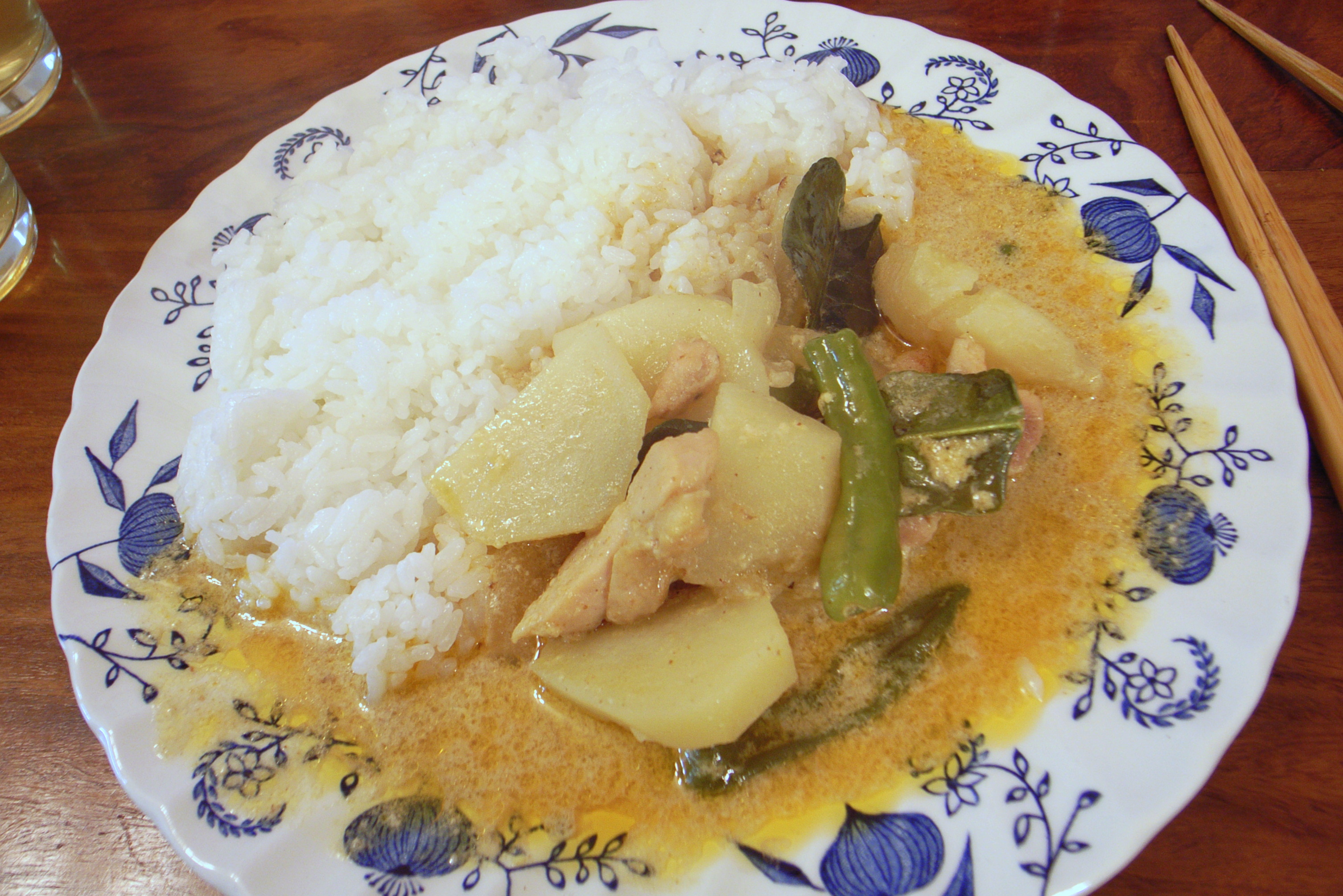
Plato de curry amarillo con arroz blanco.

El curry amarillo en la cocina tailandesa este curry es uno de los tres principales empleados como condimentos, se nombra así debido a su color amarillento, debido al contenido de curry mezclado con leche de coco, dependiendo de la proporción de leche de coco suele tener más o menos consistencia. Los otros curries identificados por sus colores en la cocina tailandesa son el verde y el rojo. El curry amarillo se sirve por regla general con carnes y pescados y suele ser acompañado de arroz, es posible verlo como acompañamiento de platos de fideos denominados "khanom jeen". 
- Datos: Q11066473
- Multimedia: Yellow curry / Q11066473